# Municipio Juárez (Chiapas)
Koordinaten: 17° 37′ N, 93° 10′ W
Juárez ist ein Municipio im Norden des mexikanischen Bundesstaats Chiapas. Das Municipio hat knapp 21.000 Einwohner und eine Fläche von 745,2 km². Verwaltungszentrum und größter Ort des Municipios ist das gleichnamige Juárez.

## Geographie
Das Municipio Juárez liegt im Norden des mexikanischen Bundesstaats Chiapas auf Höhen unter 300 m. Es zählt zu 99,6 % zur physiographischen Provinz der südlichen Küstenebene des Golfes von Mexiko und zu 0,4 % zur Sierra Madre de Chiapas; es liegt vollständig in der hydrologischen Region Grijalva-Usumacinta. Die Geologie des Municipios wird zu 67 % von Sandstein bestimmt bei 22 % Alluvionen; vorherrschende Bodentypen sind der Luvisol (60 %), Acrisol (22 %) und Gleysol (18 %). Etwa 72 % der Gemeindefläche werden von Weideland eingenommen, 13 % dienen dem Ackerbau, 12 % sind bewaldet.
Das Municipio Juárez grenzt an die Municipios Reforma und Pichucalco und an den Bundesstaat Tabasco.

## Bevölkerung
Beim Zensus 2010 wurden im Municipio 21.084 Menschen in 5.221 Wohneinheiten gezählt. Davon wurden 1.050 Personen als Sprecher einer indigenen Sprache registriert, darunter 979 Sprecher des Zoque. Gut 15 Prozent der Bevölkerung waren Analphabeten. 7.630 Einwohner wurden als Erwerbspersonen registriert, wovon knapp 80 % Männer bzw. 3,3 % arbeitslos waren. Gut 23 % der Bevölkerung lebten in extremer Armut.

## Orte
Das Municipio Juárez umfasst 48 bewohnte localidades, von denen nur der Hauptort vom INEGI als urban klassifiziert ist. Drei Orte wiesen beim Zensus 2010 eine Einwohnerzahl von über 1000 auf, 14 Orte hatten weniger als 100 Einwohner. Die größten Orte sind:
| Ort                               | Einwohner |
| Juárez                            | 7286      |
| Nuevo Volcán Chichonal            | 1162      |
| El Triunfo 1ra. Sección (Cardona) | 1141      |
| Pueblo Juárez                     | 0948      |
| Doctor Belisario Domínguez        | 0703      |